# خط طول 89° غرب
خط طول 89° غرب هو أحد خطوط الطول الجغرافية، والتي تمتد من القطب الشمالي الجغرافي إلى القطب الجنوبي الجغرافي، وحسب التحويل الزمني يتأخر خط طول 89° غرب عن خط غرينتش بـ5 ساعة و56 دقيقة.

## من القطب إلى القطب
ينطلق خط طول 89° غرب من القطب الشمالي نحو القطب الجنوبي مرورا بالمناطق التي ترد في الجدول التالي:
| الإحداثيات                         | البلد أو الإقليم أو البحر | ملاحظات |
| ---------------------------------- | ------------------------- | --- |
| 90°0′N 89°0′W / 90.000°N 89.000°W  | المحيط المتجمد الشمالي    | |
| 82°0′N 89°0′W / 82.000°N 89.000°W  | كندا                      | نونافوت — جزيرة إليسمير |
| 80°48′N 89°0′W / 80.800°N 89.000°W | Nansen Sound              | |
| 80°11′N 89°0′W / 80.183°N 89.000°W | كندا                      | نونافوت — جزيرة أكسل هايبرغ |
| 78°10′N 89°0′W / 78.167°N 89.000°W | Norwegian Bay             | |
| 76°56′N 89°0′W / 76.933°N 89.000°W | كندا                      | نونافوت — جزيرة إليسمير |
| 76°24′N 89°0′W / 76.400°N 89.000°W | جونز ساوند [لغات أخرى]‏    | |
| 75°28′N 89°0′W / 75.467°N 89.000°W | كندا                      | نونافوت — جزيرة ديفون |
| 74°47′N 89°0′W / 74.783°N 89.000°W | Lancaster Sound           | |
| 73°50′N 89°0′W / 73.833°N 89.000°W | Prince Regent Inlet       | |
| 73°16′N 89°0′W / 73.267°N 89.000°W | كندا                      | نونافوت — بافن (جزيرة) |
| 70°40′N 89°0′W / 70.667°N 89.000°W | خليج بوتيا                | |
| 69°16′N 89°0′W / 69.267°N 89.000°W | كندا                      | نونافوت — mainland |
| 64°0′N 89°0′W / 64.000°N 89.000°W  | خليج هدسون                | |
| 56°51′N 89°0′W / 56.850°N 89.000°W | كندا                      | مانيتوبا — لحوالي 1 km أونتاريو — من 56°50′N 89°0′W / 56.833°N 89.000°W |
| 48°30′N 89°0′W / 48.500°N 89.000°W | بحيرة سوبيريور            | |
| 48°0′N 89°0′W / 48.000°N 89.000°W  | الولايات المتحدة          | ميشيغان — Isle Royale |
| 47°51′N 89°0′W / 47.850°N 89.000°W | بحيرة سوبيريور            | |
| 46°59′N 89°0′W / 46.983°N 89.000°W | الولايات المتحدة          | ميشيغان ويسكونسن — من 46°6′N 89°0′W / 46.100°N 89.000°W إلينوي — من 42°30′N 89°0′W / 42.500°N 89.000°W كنتاكي — من 37°13′N 89°0′W / 37.217°N 89.000°W تينيسي — من 36°30′N 89°0′W / 36.500°N 89.000°W مسيسيبي — من 35°0′N 89°0′W / 35.000°N 89.000°W |
| 30°23′N 89°0′W / 30.383°N 89.000°W | خليج المكسيك              | مرورا عبر the Chandeleur Islands, لويزيانا, الولايات المتحدة (في 29°36′N 89°0′W / 29.600°N 89.000°W) |
| 29°11′N 89°0′W / 29.183°N 89.000°W | الولايات المتحدة          | لويزيانا — Mississippi River Delta |
| 29°10′N 89°0′W / 29.167°N 89.000°W | خليج المكسيك              | |
| 21°22′N 89°0′W / 21.367°N 89.000°W | المكسيك                   | ولاية يوكاتان ولاية كينتانا رو — من 35°0′N 89°0′W / 35.000°N 89.000°W |
| 17°59′N 89°0′W / 17.983°N 89.000°W | بليز                      | |
| 15°54′N 89°0′W / 15.900°N 89.000°W | غواتيمالا                 | |
| 15°7′N 89°0′W / 15.117°N 89.000°W  | هندوراس                   | |
| 14°15′N 89°0′W / 14.250°N 89.000°W | السلفادور                 | |
| 13°20′N 89°0′W / 13.333°N 89.000°W | المحيط الهادئ             | مرورا بشرق جزيرة سانت كريستوبال, أرخبيل غالاباغوس, الإكوادور (في 0°43′S 89°14′W / 0.717°S 89.233°W) |
| 60°0′S 89°0′W / 60.000°S 89.000°W  | المحيط الجنوبي            | |
| 72°36′S 89°0′W / 72.600°S 89.000°W | القارة القطبية الجنوبية   | Territory المطالب الإقليمية بالقارة القطبية الجنوبية by تشيلي (المقاطعة التشيلية بالقارة القطبية الجنوبية) |